# What Kind of Man Would I Be?
What Kind of Man Would I Be? is een nummer van de Amerikaanse band Chicago uit 1989. Het is de vijfde en laatste single van zestiende studioalbum Chicago 19.
Het nummer werd gezongen door Jason Scheff, die begon als zanger bij Chicago nadat Peter Cetera de band in 1985 had verlaten. De ballad werd een hit in Noord-Amerika. In de Verenigde Staten behaalde de 5e positie. Hoewel het nummer in het Nederlandse taalgebied geen hitlijsten bereikte, geniet het er wel bekendheid.